# Río Grande de Jujuy
Der Rio Grande de Jujuy ist ein Fluss in Argentinien. Er ist ein Nebenfluss des Río Bermejo, der wiederum in den Río Paraguay fließt. In der Provinz Salta wird er Río San Francisco genannt. 
Er entspringt auf der Hochebene in der Provinz Jujuy, in der Nähe von Abra Pampa, im Grenzgebiet zu Bolivien. Nachdem er die Schlucht Quebrada de Humahuaca durchquert hat, fließt er durch San Salvador de Jujuy. Danach nimmt er die Richtung Nordnordost und durchquert das Tal „El Ramal“. Er ändert seinen Namen nach dem Zusammenfluss mit dem Río Lavayén und wird in der Provinz Salta zum Río San Francisco.
Der Rio Grande de Jujuy führt nur im Sommer Schmelzwasser mit sich. Im Winter ist er fast ganz ausgetrocknet. 